# Mollie Johnson
Mollie Johnson est une tenancière de maison clause du XIXe siècle à Deadwood dans le Dakota du Sud,. 

## Biographie
Johnson nait en Alabama, et migre vers l'Ouest en réponse à la demande de prostituées. Il semble qu’elle ait commencé ce métier dans sa jeune adolescence, vers l’âge de 15 ou 16 ans selon certains témoignages. Toutefois, les informations précises sur sa jeunesse ne sont pas confirmées.
Elle apparait pour la première fois à Deadwood peu après la ruée vers l'or et est mentionnée pour la première fois dans un écrit public en février 1878, lorsqu'elle épouse Lew Spencer, un comédien afro-américain qui se produit à l'époque au Bella Union Theater,. Bien que mariée, Johnson continue à travailler à la fois comme prostituée et comme tenancière de maison close.
Apparemment veuve avant son arrivée à Deadwood, et âgée d'une vingtaine d'années,, Johnson est décrite comme une jolie femme et une très bonne femme d'affaires. Elle est également une partisane connue de l'Irish Famine Relief. La concurrence entre les tenancières de bordels à Deadwood est faible, car il y avait très peu de femmes prostituées mais beaucoup d’hommes demandeurs. Sa principale rivale pendant la majeure partie de son séjour à Deadwood est Madame Dora DuFran, mais rien n’indique que les deux maquerelles ne s’entendaient pas.
Spencer quitte finalement Deadwood et est arrêté plus tard à Denver, dans le Colorado, pour avoir tiré sur son autre femme,. De toute évidence Spencer était marié à une femme de Denver et à Johnson. Rien n’indique que Johnson et Spencer se soient revus par la suite.
Les maisons closes sont décrites dans les journaux comme étant un lieu de villégiature pour « hommes coquins »,. Mollie Johnson est réputée pour sa gentillesse, prenant soin du cadavre d'une de ses filles, puis essayant de sauver ses biens lors du « Big Deadwood Fire » du 26 septembre 1879,.
Après la destruction de la maison clause, qui se trouvait au coin des rues Sherman et Lee, elle en ouvre immédiatement une autre. Elle subit deux autres incendies au cours des années,. Elle aurait quitté Deadwood alors que les affaires déclinaient en janvier 1883. On ne sait pas où elle est allée ni ce qui lui est arrivé après son départ de Deadwood.